# Ena Begović
Ena Begović (Trpanj, 8. srpnja 1960. – Brač, 15. kolovoza 2000.) bila je hrvatska kazališna i filmska glumica.

## Životopis

### Karijera
Zagrebačka kazališna i filmska glumica Ena karijeru je započela s 18 godina statirajući u filmu Lordana Zafranovića Okupacija u 26 slika. Uskoro debitira u filmu Ivan Goran Kovačić, a prvu zapaženiju ulogu ostvarila je ulogom u filmu Pad Italije 1981. godine. Iako je vjerovala da će karijeru prije svega napraviti na filmu, kazališne su joj daske donijele i slavu i priznanja. Punih je 16 godina bila prvakinja Hrvatskoga narodnog kazališta u Zagrebu. U tom je razdoblju odigrala više od 20 glavnih uloga među kojima se izdvajaju Desdemona, kontesa Nera, barunica Castelli, Teuta, Ana Karenjina i druge. Njezina prva kazališna glavna uloga bila je u Ajaksai Radovana Ivšića u režiji Vlade Habuneka. 
Slijedio je čitav niz velikih ostvarenja u predstavama domaćih i inozemnih autora. Od grčkih tragedija, preko Shakespearea, Strindberga, Ibsena, do Jurić Zagorke i Krleže. Svojom je glumačkom snagom zauzela jedno od vodećih mjesta u Hrvatskomu narodnom kazalištu, ali i gostujući na daskama drugih kuća. 
U bogatoj 20-godišnjoj karijeri za svoje je uloge dobila niz priznanja i nagrada među kojima i Zlatnu arenu pulskog festivala, a snimila je i više od deset filmova od kojih su najpoznatiji: Glembajevi, Treća žena, Pad Italije i Četverored.

### Nagrade
Ena Begović je za ulogu barunice Castelli u filmu Glembajevi na Festivalu igranog filma u Puli 1988. godine nagrađena Zlatnom arenom za epizodnu žensku ulogu koju je odbila, jer ju je smatrala glavnom. Film je, također, podijelio kritiku i zbog znatna pomlađivanja lika barunice Castelli, ali ga je publika iznimno dobro prihvatila.

### Privatni život
U braku s Josipom "Dikanom" Radeljakom imala je kći Lanu, rođenu 2000. godine. Njena tri godine mlađa sestra Mia također je glumica.

### Smrt
Poginula je u prometnoj nesreći na otoku Braču, 15. kolovoza 2000. godine od teških ozljeda glave zadobivenih prilikom prevrtanja automobila. U hrvatskoj je kinematografiji ostala zapamćena kao jedna od najljepših glumica te kao žena izrazite senzualnosti i velike karizme.

## Filmografija

### Filmske uloge
- Četverored kao Mirta Mesog (1999.)
- Agonija kao Laura Lenbach (1998.)
- Tri muškarca Melite Žganjer kao Maria (1998.)
- Treća žena kao Hela Martinić (1997.)
- Chamchatka kao Ana (1996.)
- Ne zaboravi me (1996.)
- Čaruga kao Svilena (1991.)
- Djevojčice sa šibicama kao sestra (1991.)
- Smrtonosno nebo kao gospođa Sumner (1990.)
- Karneval, anđeo i prah kao Frida (1990.)
- Balkan ekspres 2 kao Danka (1988.)
- Glembajevi kao barunica Castelli (1988.)
- Kraljeva završnica kao Višnja (1987.)
- Veštica (1986.)
- Bobi (1983.)
- Hoću živjeti kao Tereza (1982.)
- Idemo dalje kao Milica (1982.)
- Pad Italije kao Veronika (1981.)
- Piknik u topoli (1981.)
- Okupacija u 26 slika kao Škojevka (1978.)

### Televizijske uloge
- Velikani hrvatskog glumišta kao Ena Begović (arhivske snimke) (2018.)
- Sindrom Halla kao glumica Ljerka Šram i Lujza Coburg (arhiva snimke izgubljenih filmova Zagrebačka ljubavna priča i Šljivar protiv tri cara) (2017.)
- Sarajevske priče kao doktorica (1991.)
- Tražim srodnu dušu (1990.)
- Zagrljaj kao Frida (1988.)
- Nepokoreni grad (1981.)

## Vanjske poveznice
- Biografija na www.film.hr
- Filmografija
- 43. splitsko ljeto: "Medeja" (video)  Arhivirana inačica izvorne stranice od 6. lipnja 2007. (Wayback Machine)
- Ena Begović u internetskoj bazi filmova IMDb-u (engl.)